# Zaščitno pokrivalo
Zaščitno pokrivalo, maska ali mrežasta kapa, predstavlja zaščito, ki varuje osebo pred pljunki ali ugrizi.
Policijski sindikati in druga združenja so mnenja, da lahko zaščitno pokrivalo pomaga varovati osebje v postopkih pred izpostavljenostjo tveganju za resne okužbe, kot je hepatitis.
Nasprotniki zaščitnih pokrival pa so mnenja, da gre pri uporabi za kršenje človekovih pravic, saj naj bila njihova uporaba primitivna in ponižujoča do osebe v postopku. Nekateri britanski policisti so izrazili zaskrbljenost, da pokrivala spominjajo na pripomoček, ki se uporablja v zapornem taborišču Guantanamo. Odločitev Metropolitanske policijske službe v Londonu, da začne uporabljati zaščitna pokrivala, je obsodila skupina za človekove pravice Amnesty International, skupina za državljanske pravice Liberty in skupina za kampanjo Inquest.